# 漳扎镇
漳扎镇，是中华人民共和国四川省阿坝藏族羌族自治州九寨沟县下辖的一个乡镇级行政单位。九寨沟景区位于漳扎镇内。2017年九寨沟地震震中即位于此。
清朝时期属松潘厅漳腊营，设羊峒八部落，分别为羊峒塔藏寨土目（今塔藏），阿按寨土目（今上四寨村），挖药寨土目（今上四寨村），押顿寨土目（今牙顿村），中岔寨土目（今中查村），郎寨土目（今郎寨村），竹自寨土目（永竹村），臧咱寨土目（今漳扎村）；另有属松潘左营的羊峒寨土百户（今荷叶村）。中华人民共和国建国后设隆康乡、塔藏乡，1989年，两乡合并建立九寨沟镇。1998年6月19日，南坪县更名九寨沟县，九寨沟镇更名漳扎镇。

## 行政区划
漳扎镇下辖以下地区：
荷叶社区、树正社区、扎如社区、漳扎社区、彭丰社区、隆康社区、甘海子社区、漳扎村、龙康村、丛牙村、牙扎村、沙坝村、二道桥村、甘海子村、上四寨村、郎寨村、中查村、牙屯村、永竹村和彭丰村。
荷叶社区、树正社区、扎如社区位于九寨沟景区内，实际由九寨沟管理局代管。